# 反併吞中華民國法草案
《反併吞中華民國法》草案於2019年11月29日由中華民國立法委員曾銘宗提出，旨在「避免中華民國遭消滅、併吞、取代以及境外敵對勢力干預民主政治運作」。其初版草案全文共15條。但2019年12月6日送交二讀不通過，且無望在第9屆立法院完成立法。